# Culicoides maculipennis
Culicoides maculipennis är en tvåvingeart som först beskrevs av John William Scott Macfie 1925.  Culicoides maculipennis ingår i släktet Culicoides och familjen svidknott. Inga underarter finns listade i Catalogue of Life.